# 曲谷守平
曲谷 守平（まがたに もりへい、1923年5月23日 - ）は、日本の映画監督、脚本家である。

## 人物・来歴
1923年（大正12年）5月23日、東京府荏原郡大井町（現在の東京都品川区大井）に生まれる。
慶應義塾大学経済学部卒業。
第二次世界大戦後、東宝争議中の東宝の第三組合（新東宝の前身）でアルバイトしていた関係から、1947年（昭和22年）3月に新東宝映画製作所（のちの新東宝）演出部に入社する。助監督として斎藤寅次郎に師事し、斎藤監督のもと、太泉映画（現在の東映東京撮影所）演出部に出向したこともある。斎藤のほか、阿部豊、中川信夫、並木鏡太郎といったヴェテランたちにも師事し、チーフ助監督に昇進した。
1956年（昭和31年）には、監督に昇進、『美男をめぐる十人の女』で監督としてデビューする。1959年（昭和31年）12月には、『キネマ旬報』誌12月下旬号の「各社新鋭監督座談会 6」に「新東宝の明日と我らの決意」と題し、石井輝男、小野田嘉幹、土居通芳、三輪彰とともに出席している。  
新東宝の当時の社長大蔵貢が経営する別会社富士映画での4本を含め、同社で20本を監督したが、1961年（昭和36年）8月31日に同社が倒産、曲谷監督の『北上川悲歌』は、同社が製作・公開した最後の作品となる。
1962年（昭和37年）には、日活が製作・配給した井田探監督の映画『惚れたって駄目よ』の脚本に参加したのちに、テレビ映画に転向した。日本電波映画や新東宝の後身の国際放映、宝塚映画（現在の宝塚映像）等で多くのテレビ映画を監督したが、1975年（昭和50年）ころに演出の第一線を退き、不動産業に転じたと伝えられる。
日本映画監督協会には1958年（昭和33年）4月に入会した記録があるが、現在同協会のウェブサイトに在籍した記録がない。1988年（昭和63年）発行の『映画年鑑』所載の住所録にはその名が見えるが、以降の消息が不明である。
2010年（平成22年）、イタリアのウーディネで開かれた第12回ウーディネ極東映画祭での特集「新東宝回顧」で上映された15本に、曲谷が監督した『海女の化物屋敷』と『九十九本目の生娘』との2本が選ばれて、上映された。
夫人は宝塚歌劇団男役だった星空ひかる。

## フィルモグラフィ
特筆以外はすべて監督である。

### 新東宝
- 『青空天使』 : 監督斎藤寅次郎、太泉映画 / 東京映画配給、1950年 - 演出補佐

- 『晴れ姿 伊豆の佐太郎』 : 監督中川信夫、1953年 - 助監督
- 『初笑い寛永御前試合』 : 監督斎藤寅次郎、1953年 - 助監督
- 『ほらふき丹次』 : 監督中川信夫、1954年 - 助監督
- 『阿修羅三剣士』 : 監督中川信夫、1956年 - 助監督
- 『怪異宇都宮釣天井』 : 監督中川信夫、1956年 - 助監督
- 『金語楼の天晴運転手物語』 : 監督斎藤寅次郎、1956年 - 助監督

- 『美男をめぐる十人の女』 : 1956年 - 監督・脚色
- 『日米花嫁花婿入替取替合戦』 : 1957年
- 『白蝋城の妖鬼』 : 1957年
- 『妖蛇荘の魔王（英語版）』 : 富士映画、1957年
- 『金語楼の成金王』 : 1958年
- 『新日本珍道中 西日本の巻』 : 1958年 - 監督・脚本
- 『ソ連脱出 女軍医と偽狂人』 : 1958年
- 『金語楼の三等兵』 : 1959年
- 『暴力娘』 : 富士映画、1959年 - 監督・脚本
- 『日本ロマンス旅行』 : 1959年
- 『海女の化物屋敷』 : 1959年
- 『九十九本目の生娘』 : 1959年
- 『金語楼の海軍大将』 : 1959年 - 監督・脚本
- 『美男買います』 : 富士映画、1960年
- 『女と命をかけてブッ飛ばせ』 : 1960年
- 『女獣』 : 1960年
- 『蛇精の淫』 : 富士映画、1960年
- 『暴力五人娘』 : 1960年
- 『風流滑稽譚 仙人部落』 : 1961年
- 『東京の夜は泣いている』 : 1961年
- 『恋愛ズバリ講座』第二話 弱気 : 監督石川義寛、1961年 - 構成
- 『北上川悲歌』 : 第一プロダクション / 新東宝、1961年

- 『惚れたって駄目よ』 : 監督井田探、日活、1962年 - 脚本

### テレビ映画
- 『花の真実』 : テレビ映画シリーズ、1962年
- 『がんばれ!!大作』 : テレビ映画シリーズ、1962年 - 1963年
- 『宇宙Gメン』 : テレビ映画、日本電波映画、1963年
- 『目白さんこんにちは「悲しきランデブー」』 : テレビ映画シリーズ、1964年 - 1965年
- 『君の名は』 : テレビ映画、国際放映、1966 - 1967年
- 『プロファイター』：テレビ映画、宝塚映画、1969年
- 『マキちゃん日記』：テレビ映画、宝塚映画、1969年 - 1970年 [11]
- 『右門捕物帖』 : テレビ映画、東宝、1969年
- 『夫よ男よ強くなれ』 : テレビ映画シリーズ、1970年
  - 第18回『あなたに賭けたわ!!』 : テレビ映画、1970年
  - 第21回『売れ残り…それがナニよ』 : テレビ映画、1970年
  - 第26回『邪魔しないでね!!』 : テレビ映画、1970年

## 註
1. 1 2  曲谷守平、キネマ旬報データベース、2009年9月16日閲覧。
2. ↑  曲谷守平、キネマ旬報映画データベース、2010年10月27日閲覧。
3. ↑  『日本映画の模索』、今村昌平、岩波書店、1987年、p.305.
4. ↑   『日本映画・テレビ監督全集』，キネマ旬報社、1988年。
5. ↑  『日本映画監督協会の五〇年』、柿田清二、日本映画監督協会、1992年。
6. ↑  会員名鑑、日本映画監督協会、2010年10月27日閲覧。
7. ↑  『映画年鑑』、時事映画通信社、1988年、p.347.
8. ↑  FEF12, 2010, Area Stampa / Press Area （英語）, ウーディネ極東映画祭、2010年10月27日閲覧。
9. ↑  「花と花の対話-曲谷守平さん・星空ひかるさん・郷ちぐさ」『歌劇 Takarazuka revue』No.513 6月号、宝塚クリエイティブアーツ、1968年6月、104-107頁。
10. ↑  曲谷守平、日本映画データベース、2010年10月27日閲覧。
11. ↑  『作品譜 - 劇場用映画・テレビ用映画』、宝塚映像株式会社、1997年11月、p.76.